# Hyde Street

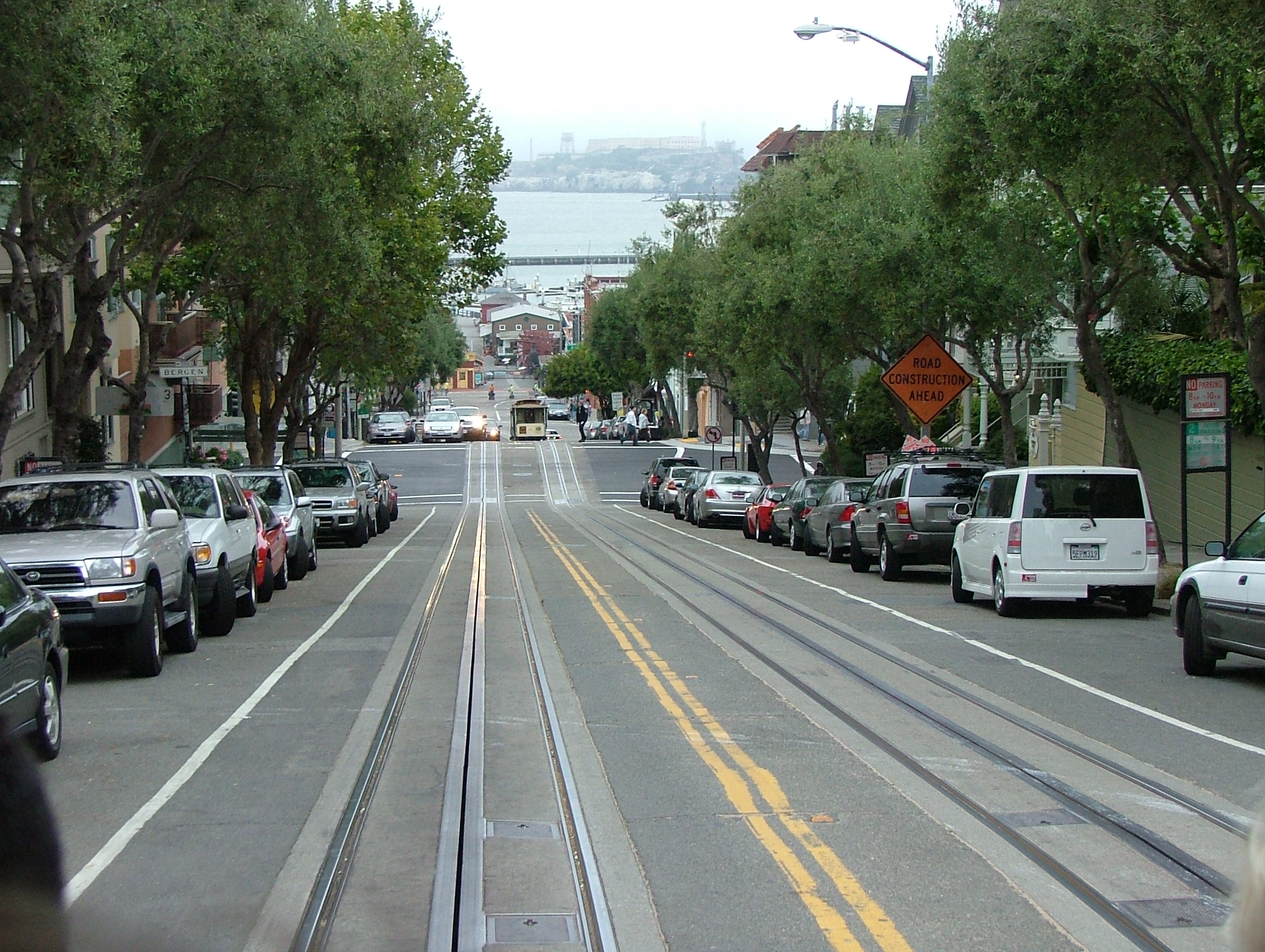
Die Hyde Street in San Francisco, im Hintergrund die Insel Alcatraz in der Bucht von San Francisco

Die Hyde Street ist eine Straße in San Francisco in Nord-Süd-Richtung, die an der Bucht von San Francisco beginnt und an der Market Street endet. 

## Straßenname

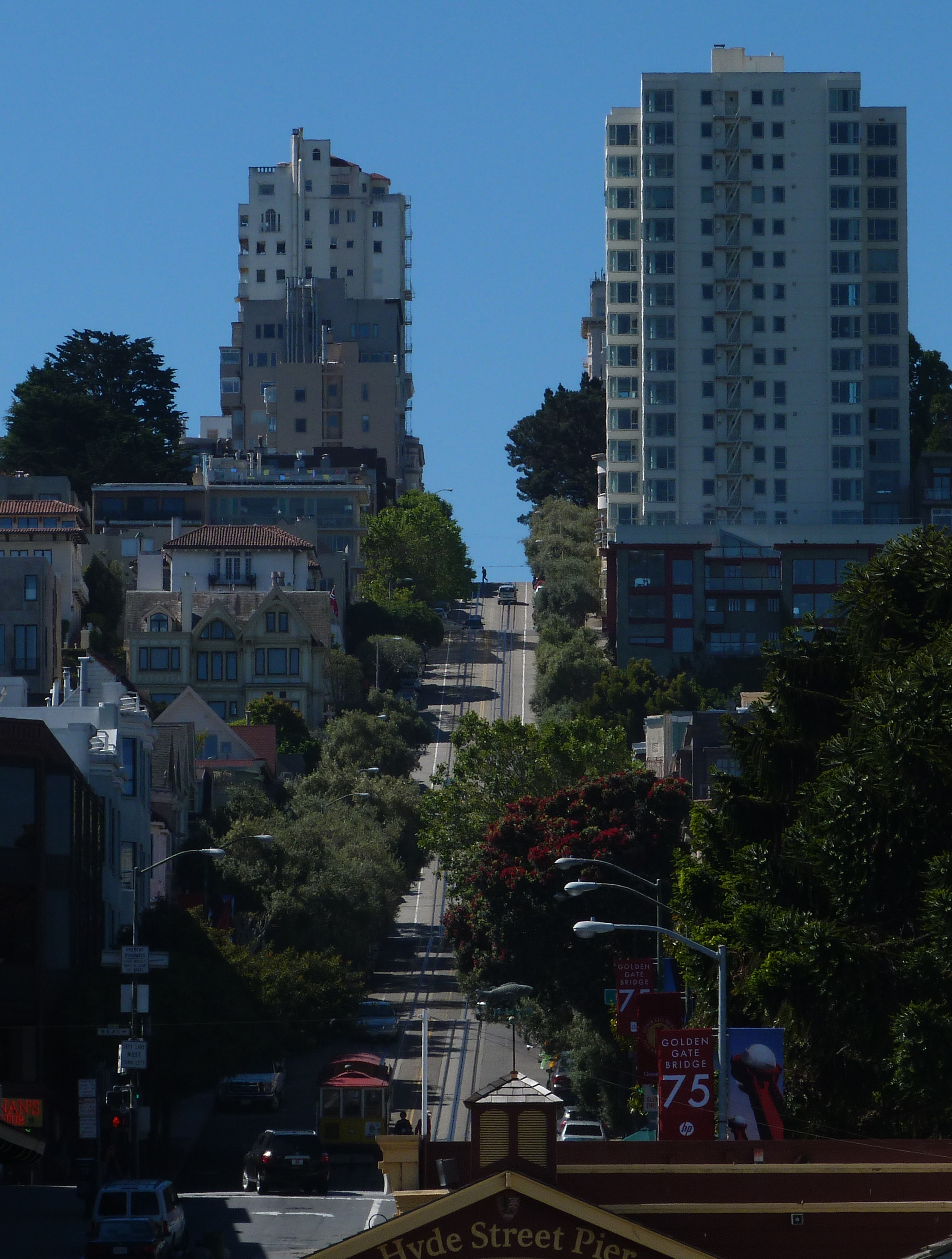
Blick von der Hyde Street Pier in Richtung Nob Hill

Der Straßenname ist auf George Hyde (1819–1890) zurückzuführen, der zwischen  Dezember 1846 und Januar 1847 Bürgermeister von San Francisco war. Bereits zu dessen Lebzeiten findet sich der Straßenname auf dem ersten erhaltenen Stadtplan des William Mathewson Eddy vom Dezember 1849.

## Verlauf
An der Bucht („Hyde Street Pier“) beginnt (oder endet) auch die Cable Car (Linie 60: Powell-Hyde), die an der California Street abbiegt. Die Hyde Street kreuzt von Norden ausgehend unter anderem die Lombard Street, Union Street, überquert den Nob Hill und endet an der Market Street. 

## Nutzung
Die dreispurige Einbahnstraße wird sowohl von Kraftfahrzeugen als auch von den San Francisco Cable Cars befahren. Die Cable Carl-Linie O'Farrell-Jones-Hyde begann im Februar 1890, Powell-Hyde im April 1957.

## Bekanntheit durch die Medien
Bekannt geworden ist die Hyde Street durch die Serie Charmed – Zauberhafte Hexen, die in San Francisco spielt, wobei sich in der Serie hier der Arbeitsplatz der Serienfigur Phoebe Halliwells befindet.